# Lakh
Il lakh (लाख) (abbreviato con L e spesso scritto come Lac o Lacs) è un'unità del sistema di numerazione indiano pari a centomila (100 000; 105) e viene scritto come 1 00 000. Per fare un esempio, in India 150 000 rupie diventano 1,5 lakh, scritto come ₹1 50 000.
È ampiamente usato in Bangladesh, India, Birmania, Nepal, Pakistan e Sri Lanka.